# Чемпіонат Франції з тенісу 1901
Чемпіонат Франції з тенісу 1901 - 11-й розіграш Відкритого чемпіонату Франції. Переможцем у чоловічому одиночному розряді став Андре Вашеро, він же здобув перемогу і в парному розряді (разом із братом Марселем). Чемпіонкою серед жінок стала П. Жиру.

## Дорослі

### Чоловіки, одиночний розряд
Андре Вашеро переміг у фіналі  Пола Лебертона

### Жінки, одиночний розряд
П. Жиру перемогла у фіналі  Леру 6–1, 6–1

### Чоловіки, парний розряд
Андре Вашеро /  Марсель Вашеро